# Schwarzschildov polumjer
Schwarzschildov polumjer ili Schwarzschildov radijus je udaljenost od središta crne rupe na kojoj se nalazi događajni obzor. Ime je dobio po njemačkom astrofizičaru Karlu Schwarzschildu, koji je 1917. godine pronašao rješenje Einsteinovih jednadžba za sfernosimetričnu raspodjelu mase. Schwarzschildov polumjer crne rupe mase M iznosi:
{\displaystyle r_{s}={\frac {2GM}{c^{2}}}\approx 3{\text{km}}{\frac {M}{M_{\odot }}}},
gdje je G gravitacijska konstanta, c je brzina svjetlosti i {\displaystyle M_{\odot }} je masa Sunca.